# Mohammad Massad
Mohammad Massad Al Muwallid  (Gidá, 17 de fevereiro de 1983) é um futebolista profissional saudita, defensor, milita no Al-Ahli (Arábia Saudita).

## Carreira
Atuou pela Seleção Saudita de Futebol na Copa do Mundo FIFA de 2006.